# Tidens död
Tidens död (originaltitel The End of Eternity) av Isaac Asimov är en science fiction-roman med såväl deckar- som thrillerelement. Den publicerades första gången 1955. Den utkom 1973 i svensk översättning. Boken handlar om "Evigheten", den organisation som existerar utanför tidslinjen och med hjälp av tidsresor justerar händelser i verkligheten så att det blir "så bra som möjligt" i framtiden.